# اکپادانو
اکپادانو (به لاتین: Akpadanou) یک منطقهٔ مسکونی در بنین است که در استان اومه واقع شده‌است.

## خصوصیات
اکپادانو ۶٬۱۵۸ نفر جمعیت دارد.